# Вождение козы

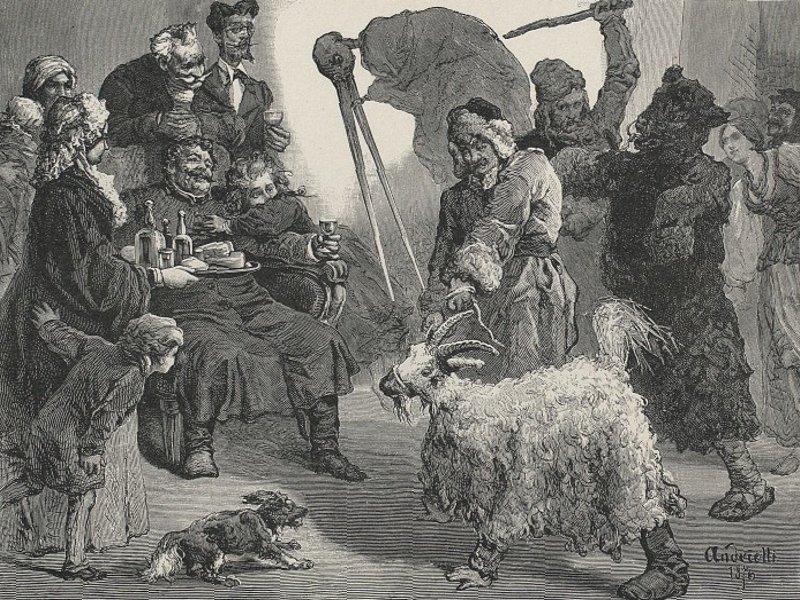
М. Андриолли. Вождение козы в барском имении. Западная Белоруссия, XIX век

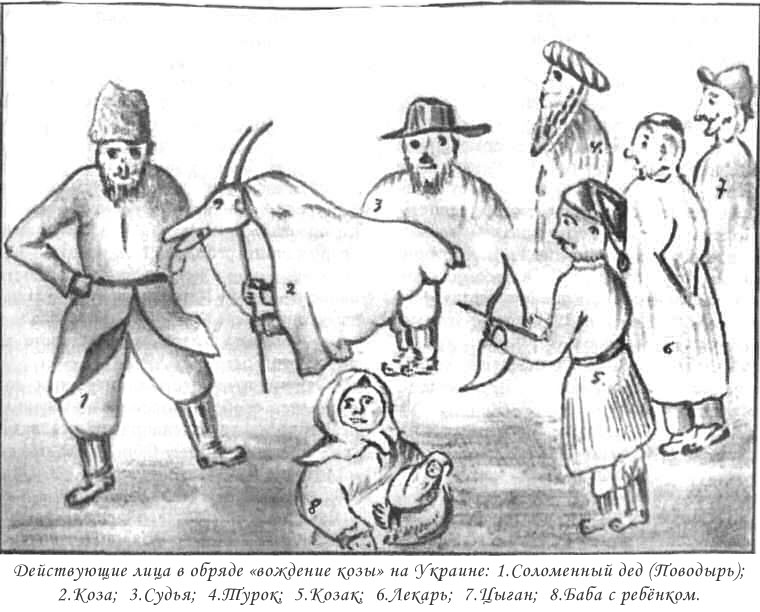
Украинские персонажи обряда. 1926 год

Вождение козы  (хождение с козой, пол. Chodzenie z kozą) славянский обряд вождения ряженого козой, исполняемый на Святки (чаще в Щедрый вечер) или на Масленицу (Мясопуст). Вождение козы наиболее распространено у украинцев, белорусов и поляков, в меньшей степени у русских.

## Образ козы
Коза в народных обрядах является символом и стимулятором плодородия, богатства. С плодовитостью козы связана её эротическая символика: в белорусских и польских песнях присутствуют мотивы ухаживаний волка за Козой, их брака, а съеденная волком коза символизирует доставшуюся жениху невесту (бел.). В Арзамасском уезде Нижегородской губернии в конце XIX века во время проводов весны (празднования «Ярилы») ряженый «козёл» бегал за девушками и лягал женщин.
Белорусы считали, что козу сотворил чёрт, и потому она внешне похожа на него. Украинцы также считали козу чёртовым твореньем, и что если её покропить освящённой водой, то она сразу же «пропадает» (подыхает); у коз короткие хвосты, т. к. дьявол, загоняя коз на пастбище, оборвал их (пол., укр.-карпат.).
В то же время коза (само животное, части его тела, мясо, молоко) выступает как оберег. В хлеву держат козла, которого якобы любит домовой (рус., костром.) или чёрт (укр., житомир.) и потому не вредит лошадям. Козла (особенно белого) боятся домовой (укр.) и ласка (Полесье). По украинскому поверью, если в хлеву есть коза, она не пустит ведьму отобрать у коровы молоко. Овчары держали козу на выгоне для овец, полагая, что коза не даёт чаровникам приблизиться к отаре (пол. Бескиды). От падежа скота прибивали на дворе козлиную голову (костром.). По македонскому поверью, козу нельзя сглазить. Если же сглазили корову и она даёт плохой удой, следовало завести козу и смешивать коровье молоко с козьим, это отвращало сглаз (пол., Орава).

## Славянские обряды
Атрибуты ряженой «козы» — вывернутый шерстью наружу кожух, деревянная голова с рогами и бородой из соломы или лозы и движущейся нижней челюстью. Поляки к бороде привешивали колокольчик. У белорусов известна «коза» в виде большой куклы на палке. Украинцы Буковины макет головы «козы» носили на длинном шесте, поверх которого крепился балахон, скрывавший фигуру исполнителя. В Великопольше при масленичных обходах (подкозёлэк) иногда водили живую козу, приписывая ей магическое воздействий на урожай. Деревянная рогатая фигура козы была атрибутом процессии ряженых в последний вторник карнавала (познан.). На Украине маска козы фигурировала также в свадебном и погребальном обрядах (в «играх при покойнике»).
Рождественско-новогодний обряд «вождения козы» наиболее ярко представлен у украинцев и белорусов (достаточно монолитный ареал бытования обряда в конце XIX — начале XX века составляло Полесье). Ядром обряда являлось исполнение песни «Где коза ходит, там жито родит…» с припевом «О-го-го, коза», где в гиперболизированных образах рисуется будущий урожай («где коза рогом — там жито стогом», «где коза хвостом — там жито кустом» и т. п.). Песня сопровождалась танцем-пантомимой: вначале коза кланялась хозяевам, затем танцевала и задиралась к молодым девушкам, ласкалась к малым деткам, затем же, как правило, она «умирала», её безуспешно лечили, и лишь получив кусок сала, она «воскресала». Обряд символизировал круговорот времени и возрождение природы.
В белорусской обрядности бытовали варианты обрядных песен «О козе и волке», «О козле и Барабанихе».
На Украине обычно «козу водят» в Щедрый вечер.
В цикле весенних обрядов Нижегородчины, приуроченных к Чистому понедельнику или первому воскресенью Великого поста, отмечали «козью масленицу» вождением по улицам убранного венком и лентами козла.